# Komossen
Komossen är ett naturreservat i Norbergs kommun i Västmanlands län.
Området är naturskyddat sedan 1946 och är 17 hektar stort. Reservatet består av en myr med olika sorters mossor och gamla tallar.